# Laneuveville-devant-Nancy
 Laneuveville-devant-Nancy  es una población y comuna francesa, en la región de Lorena, departamento de Meurthe y Mosela, en el distrito de Nancy y cantón de Tomblaine.

## Demografía
| 4263 | 4896 | 5059 | 5114 | 4912 | 5083 |
| Para los censos de 1962 a 1999 la población legal corresponde a la población sin duplicidades (Fuente: INSEE [Consultar]) |      |      |      |      |      |